# Hydnora
Hydnora ist eine Pflanzengattung aus der Familie der Hydnoraceae innerhalb der Ordnung der Pfefferartigen (Piperales). Die Gattung umfasst sieben Arten, die als Wurzelparasiten leben und nur in Afrika, Madagaskar und Südarabien vorkommen.

## Beschreibung

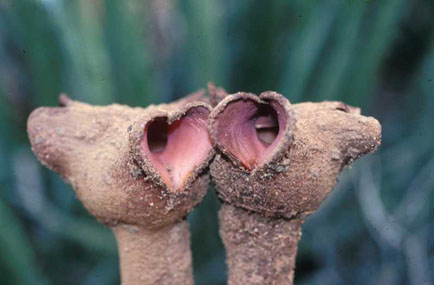
Blüte von Hydnora triceps

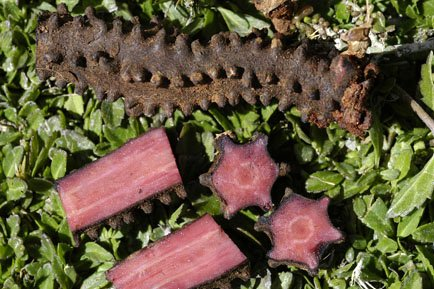
Wurzel von Hydnora triceps

Alle Arten sind chlorophylllose Wurzelparasiten, die bis auf Blüte und Frucht vollständig unterirdisch leben (bei Hydnora triceps werden allerdings auch Blüte und Frucht unterirdisch gebildet). Die Wurzeln sind bis zu 10 Zentimeter dicke, zylindrische bis abgeflachte, feste Stränge, die nur schwach verzweigt sind und sich seitlich von den Wirten her ausbreiten. Als einzige Bedecktsamer überhaupt sind sie vollkommen blattlos.
Die Länge des Blütenstandes wird bedingt durch die Tiefe, in der die Wurzel liegt, der Blütenstiel misst zwischen 4 und 9 Zentimetern. Bis auf die madagassische Hydnora esculenta sind alle Arten zwittrig. Die im Durchmesser 5 bis 25 Zentimeter messenden Einzelblüten sind drei- bis fünfzählig (Hydnora). Die 6 bis 8 Zentimeter langen Blütenlappen liegen entweder weitgeöffnet auf der Erde auf oder sind nicht zurückgebogen und öffnen sich nur durch Trennung der einzelnen Lappen voneinander. Am Rand der Lappen finden sich bei einigen Arten leicht verdickte, weißliche Auswüchse, die an Maden erinnern. Die Blüten verströmen einen übelriechenden Duft.
Die Fruchtknoten sind unterständig, mit zahlreichen, „eingefalteten“ Plazenten, die Narben sind gerillt. Die Staubblätter sind verwachsen, der Pollen ist monocolpat, hat also nur eine Keimöffnung. Die Pflanzen werden, soweit bekannt, von Käfern, Ameisen oder Fliegen bestäubt, die Frucht ist fleischig. Im weißen Fruchtfleisch finden sich zahlreiche kleine Samen, die von Tieren mitgefressen und über ihre Ausscheidungen verteilt werden.
Die Pflanzen sind wirtsspezifisch und sie parasitieren entweder auf Wolfsmilcharten (Euphorbia) oder Akazien (Acacia).

## Verbreitung

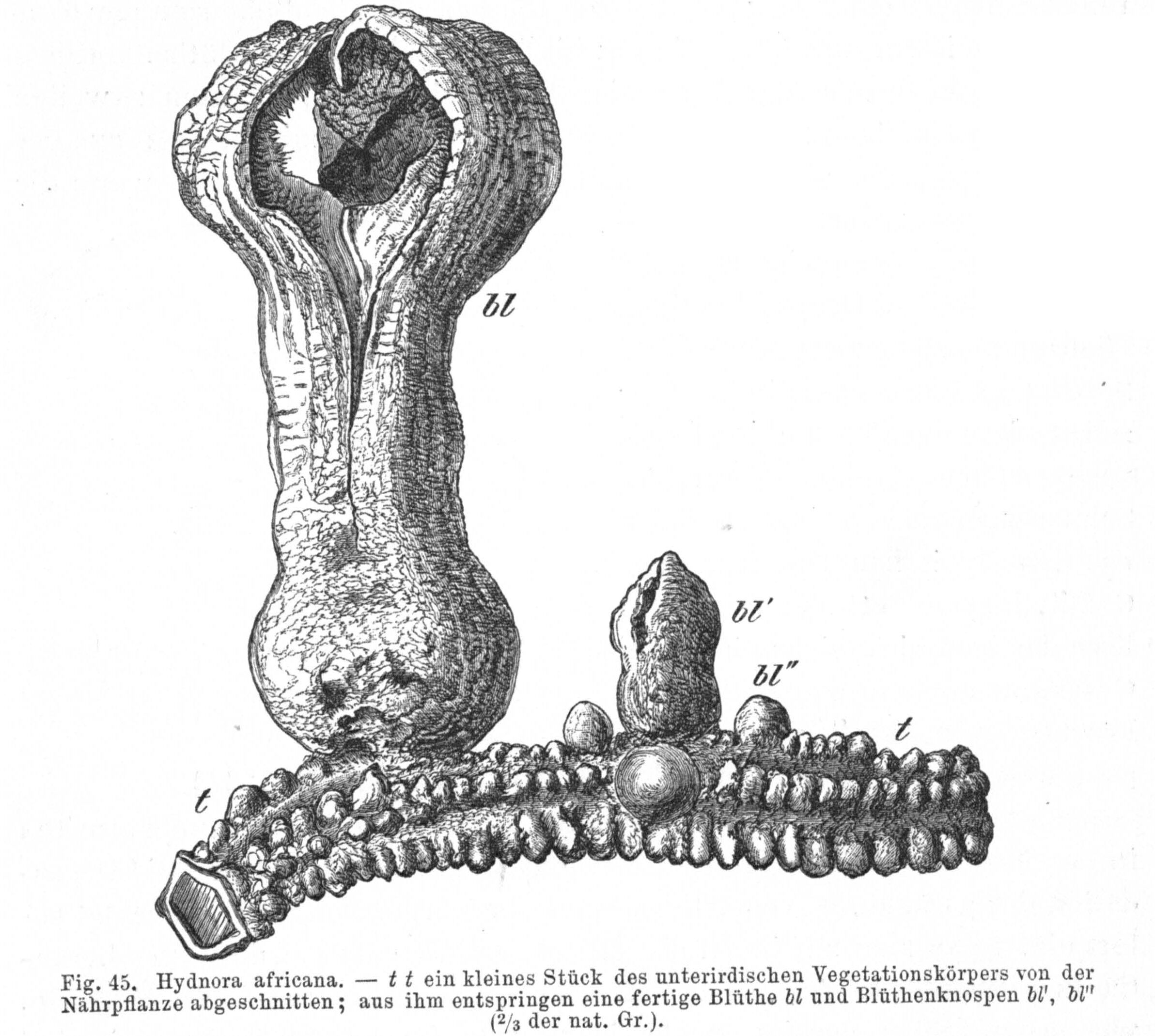
Hydnora africana, Illustration

Hydnora ist beheimatet im südlichen und östlichen Afrika inklusive Madagaskar und strahlt vereinzelt aus auf die Arabische Halbinsel (Jemen, Saudi-Arabien, Oman). Dabei sind nur Hydnora abyssinica und Hydnora africana weiter verbreitet,  Hydnora esculenta ist endemisch in Madagaskar, Hydnora triceps im Grenzland von Namibia und Südafrika und die erst 2002 erstbeschriebene Hydnora sinandevu im küstennahen Grenzland von Kenia und Tansania.
Die Arten besiedeln Halbwüsten und sind dort in ihrer Verbreitung an das Vorkommen der Wirte gebunden.

## Systematik
Folgende Arten sind bisher bekannt:
- Hydnora abyssinica A.Br. (Syn.: Hydnora johannis Becc.): Sie kommt von Eritrea bis ins südliche Afrika und auf der Arabischen Halbinsel vor.[2]
- Hydnora africana Thunb. (Syn.: Hydnora longicollis Welw.): Sie kommt vom südwestlichen Angola bis Südafrika vor.[2]
- Hydnora arabica Bolin & Musselman: Die Art ist in Jemen und Oman verbreitet.[3]
- Hydnora esculenta Jum. & H.Perrier: Ihre Heimat ist das südliche und südwestliche Madagaskar.[2]
- Hydnora longicollis (Welw.) Bolin: Sie kommt in Angola vor.[4]
- Hydnora sinandevu Beentje & Q.Luke: Die erst 2002 neu beschriebene Art kommt in Kenia und im nordöstlichen Tansania vor.[2]
- Hydnora triceps Drège & E.Mey.: Die Art kommt nur im Westkap vor.[2]
- Hydnora visseri Bolin, E.Maass & Musselman: Die Art kommt von Namibia bis zum Westkap vor.[2]